# درنتة
دَرِنتة أو (نقحرة: درينته) Drenthe  (بالهولندية: drɛn.təˈ) هي مقاطعة (2691 كم2، 450050 نسمة، 1991) شمال شرق هولندا علي الحدود الألمانية. عاصمتها أسن، ومدينتها الصناعية الرئيسية إيمين. يشتغل السكان بتربية الماشية وصناعة الألبان. وأهم صناعاتها الأغذية المحفوظة والنسيج والسلع المعدنية.

## البلديات
بسبب إعادة التنظيم في تسعينات القرن العشرين تم تخفيض عدد البلديات في دَرِنتة إلى اثنتي عشر بلدية. لذلك معظم البلديات تتكون الآن من العديد من المدن والقرى:
- آ أن هونزه
- أسن
- بورخر- أودورن
- كوفردن
- إيمين
- هوخيفين
- ميبل
- ميدن-درنته
- نوردنفيلد
- تينالو
- فيسترفيلد
- دي فولدن